# Teorema de Poincaré-Hopf

Segons el teorema de Poincaré-Hopf, la trajectòria tancada pot encerclar dos centres i un punt de sella o un centre, però mai només un punt de sella (aquí per a un sistema hamiltonià)

En matemàtiques, el teorema de Poincaré-Hopf (també conegut com la fórmula d'índex de Poincaré-Hopf, el teorema d'índex de Poincaré-Hopf o el teorema d'índex de Hopf) és un important teorema que s'utilitza en topologia diferencial. Es diu així en honor d'Henri Poincaré i Heinz Hopf.
El teorema de Poincaré-Hopf és sovint il·lustrat pel cas particular del teorema de la bola peluda, que simplement afirma que no hi ha un camp vectorial suau en una esfera que no té ni fonts ni embornals.

## Declaració formal
Sigui {\displaystyle M} una varietat diferenciable, de dimensió {\displaystyle n}, i {\displaystyle v} un camp vectorial en {\displaystyle M}. Suposem que {\displaystyle x} és un zero aïllat de {\displaystyle v} i fixa unes coordenades locals properes a {\displaystyle x}. Es tria una bola tancada {\displaystyle D} centrada en {\displaystyle x}, de manera que {\displaystyle x} sigui l'únic zero de {\displaystyle v} en {\displaystyle D}. Llavors es defineix l'índex de {\displaystyle v} en {\displaystyle x}, {\displaystyle index_{x}(v)}, per ser el grau del mapa {\displaystyle u:\partial D\rightarrow S_{n}-1} del límit de {\displaystyle D} a la {\displaystyle (n-1)}-esfera donada per {\displaystyle u(z)={\frac {v(z)}{\left\vert v(z)\right\vert }}}.
Teorema. Sigui {\displaystyle M} una varietat diferenciable compacte. Suposem que {\displaystyle v} sigui un camp vectorial en {\displaystyle M} amb zeros aïllats. Si {\displaystyle M} té límits, llavors insistir que {\displaystyle v} estigui apuntant en la direcció normal cap a l'exterior al llarg del límit. Llavors tenim la fórmula
{\displaystyle \sum _{i}\operatorname {index} _{x_{i}}(v)=\chi (M)\,}
on la suma dels índexs és superior a tots els zeros aïllats de {\displaystyle v} i {\displaystyle \chi (M)} és la característica d'Euler de {\displaystyle M}. Un corol·lari particularment útil és quan hi ha un camp vectorial que no desapareix, que implica la característica d'Euler {\displaystyle 0}.
El teorema va ser provat per dues dimensions per Henri Poincaré i més tard generalitzat per a dimensions majors per Heinz Hopf.

## Significat
La característica d'Euler d'una superfície tancada és un concepte purament topològic, mentre que l'índex d'un camp vectorial és purament analític. Així, aquest teorema estableix un vincle profund entre dues àrees aparentment no relacionades de les matemàtiques. És tant interessant que la prova d'aquest teorema es basa en gran manera en la integració i, en particular, en el teorema de Stokes, que estableix que la integral de la derivada exterior d'una forma diferencia és igual a la integral d'aquesta forma per sobre del límit. En el cas especial d'una varietat sense límit, això equival a dir que la integral és {\displaystyle 0}. Però examinant camps de vectors en un veïnatge prou petit d'una font o embornal, veiem que les fonts i els embornals aporten quantitats senceres (conegut com l'índex) al total, i tots han de sumar-se a {\displaystyle 0}. Aquest resultat pot considerar-se una de les primeres de tota una sèrie de teoremes que estableixen relacions profundes entre conceptes geomètrics i analítics o físics. Tenen un paper important en l'estudi modern en aquests camps.

## Esbós de comprovació
1. Afegix {\displaystyle M} en algun espai euclidià d'alta dimensió (utilitzant el teorema d'immersió de Whitney).
2. Agafar un petit veïnatge de {\displaystyle M} en aquest espai euclidià, {\displaystyle N_{\epsilon }}. Ampliar el camp vectorial a aquest veïnatge de manera que encara tingui els mateixos zeros i els zeros tinguin els mateixos índexs. A més, assegurar que el camp vectorial ampliat al límit de {\displaystyle N_{\epsilon }} es dirigeix cap a l'exterior.
3. La suma dels índexs dels zeros del camp vell (i nou) del vector tenen el mateix del grau del mapa de Gauss del límit de {\displaystyle N_{\epsilon }} a l'esfera {\displaystyle (n-1)}-dimensional. Així, la suma dels índexs és independent del camp vectorial real i depèn només de la varietat {\displaystyle M}.
Tècnica: tallar tots els zeros del camp vectorial amb veïnatges petits. A continuació, utilitzar el fet que el grau d'un mapa del límit d'una varietat {\displaystyle n}-dimensional a una esfera {\displaystyle (n-1)}-dimensional, que es pot estendre a tota la varietat {\displaystyle n}-dimensional, és zero.
4. Finalment, identificar aquesta suma d'índexs com la característica d'Euler de {\displaystyle M}. Per fer-ho, construir un camp vectorial molt específic en {\displaystyle M} utilitzant una triangulació de {\displaystyle M}, per la qual cosa és evident que la suma dels índexs és igual a la característica d'Euler.

## Generalització
És possible definir l'índex d'un camp vectorial amb zeros no aïllats. Una construcció d'aquest índex i l'extensió del teorema de Poincaré-Hopf per a camps vectorials amb zeros no aïllats es descriu a la secció 1.1.2 de (Brasselet, Seade & Suwa 2009)..